# Rana amurensis
Rana amurensis es una especie de anfibio anuro de la familia Ranidae del género Rana.

## Distribución geográfica
Es originaria de Siberia, así como del noreste de China, el noreste de Mongolia, y el suroeste de la península coreana y Sajalin.